# Mathias Gey
Mathias Gey (7 de julio de 1960) es un deportista alemán que compitió para la RFA en esgrima, especialista en la modalidad de florete.
Participó en dos Juegos Olímpicos de Verano en los años 1984 y 1988, obteniendo dos medallas, plata en Los Ángeles 1984 y plata en Seúl 1988. Ganó siete medallas en el Campeonato Mundial de Esgrima entre los años 1979 y 1989, y una medalla en el Campeonato Europeo de Esgrima de 1982.

## Palmarés internacional
| Juegos Olímpicos   | Juegos Olímpicos             | Juegos Olímpicos  | Juegos Olímpicos    |
| Año                | Lugar                        | Medalla           | Prueba              |
| ------------------ | ---------------------------- | ----------------- | ------------------- |
| 1984               | Los Ángeles (Estados Unidos) | Medalla de plata  | Florete por equipos |
| 1988               | Seúl (Corea del Sur)         | Medalla de plata  | Florete por equipos |
| Campeonato Mundial |                              |                   |                     |
| Año                | Lugar                        | Medalla           | Prueba              |
| 1979               | Melbourne (Australia)        | Medalla de bronce | Florete por equipos |
| 1981               | Clermont-Ferrand (Francia)   | Medalla de bronce | Florete por equipos |
| 1983               | Viena (Austria)              | Medalla de oro    | Florete por equipos |
| 1983               | Viena (Austria)              | Medalla de plata  | Florete individual  |
| 1987               | Lausana (Suiza)              | Medalla de oro    | Florete individual  |
| 1987               | Lausana (Suiza)              | Medalla de oro    | Florete por equipos |
| 1989               | Denver (Estados Unidos)      | Medalla de plata  | Florete por equipos |
| Campeonato Europeo |                              |                   |                     |
| Año                | Lugar                        | Medalla           | Prueba              |
| 1982               | Mödling (Austria)            | Medalla de plata  | Florete individual  |